# 栄米治
栄 米治（さかえ よねじ、1904年6月10日 - 1976年3月3日）は、北海道出身の建築家。

## 略歴
1904年に北海道広尾郡茂寄村（現・広尾町）で味噌製造を営む栄米蔵・ふゆ夫妻の四男として生まれ、広尾小学校を経て将来に期待を込め遊学させることとなり1916年に東京・浅草の松葉小学校に転校。
1922年に京華中学校卒業、1年浪人し1923年に東京美術学校に入学、1927年には小石川区の日本基督教団上富坂教会で結婚に向けてキリスト教の洗礼を受け、1928年に東京美術学校建築科を卒業。その後寄寓先の姪の加納春江と結婚。
東京美術学校卒業後は樺太庁に入庁し内務部土木科嘱託として建築技術者の道を歩み出す。1929年には技手に任官、大泊警察署を皮切りに10件の建築に携わる。その一方で一時は結核に罹患し転地療養を行い1937年に樺太へ戻り、同年内務省営繕課、1941年に樺太庁技師。
1941年には北海道へ引き揚げ日本発送電に転職し社屋や発電所等の建設に携わり、1951年には北海道電力で土木部建築課長に就任、1952年に一級建築士登録、1958年から2年間日本建築学会北海道支部長も歴任、1959年に定年となり嘱託社員として在籍を続けた。
1960年に北海道電力を退職し独立、電建築設計事務所を設立し1962年に「栄建築設計事務所」、1974年に「北海道都市建築綜合事務所」に改称、1976年3月3日に71歳で死去。その後北海道都市建築綜合事務所は2002年10月に北電興業と合併し「北電総合設計」となっている。

## 人物
東京美術学校在学中は相撲部に所属し国技館での大会にも出場し従来弱小だった東京美術学校の相撲部が栄の在学時のみ強豪となった証言があり、その他夏場はテニス・冬場はスキーや卓球などスポーツに万能な面を見せており、この他楽器演奏や絵画も好みパースをフリーハンドで描きスケッチブックを常に持ち歩いてスケッチを行っていた事もあり、創作に関する姿勢は絵が50で建築が50といった姿勢が証言されている。
樺太時代には簡素なアール・デコの意匠、戦後の北海道電力関連や独立後の公共建築においてはモダニズム的な様式を取り入れるなど様々な様式を用いており、建築観については建築美の表現を設計の主眼に置き地域の風土との調和を重視しており、早くから環境問題への関心を持ち「自然に逆らわない建築」を志向し大屋根構造などプロポーションの良い建築も好み、大屋根をかけ内部空間を重視し落ち着いたデザインの戸建住宅の設計を行った。
現代建築に関して「粗製乱造で金儲けの道具として作られる建築があまりに多い」と批判的な観点を持ち、「真の建築家はいかに優れた技能の天分を持っていても発揮する場所を与えられなければ死人も同然」「共に手を繋いで共存共栄利他の精神で生きる使命が建築士に負わされている」などと設計士の連帯や設計業の必要性の啓発に積極的な姿勢が見られ、北海道建築設計監理協会副会長を1966年から2年間務めた経歴にも現れている。

## 主な作品
- 大泊警察署（1929年、第一作）[3]
- 施政三十周年記念樺太拓殖共進会（1936年、実施設計）[3]
- 日本発送電江別発電所管理事務所（1950年）[2]
- 北海道電力砂川第二発電所本館（1955年）[2]
- 北海道電力豊富発電所（1957年）[3]
- 北海道電力本社ビル（1956年、1968年増築）[3]
- 北海道電力新江別発電所管理事務所（1961年）[2]
- 北海道札幌琴似工業高等学校（1963年）[2]
- 白老町立国民健康保険病院（1965年）[3]
- 北海道余市高等学校（1966年、現北海道余市紅志高等学校）[3]
- 西村食品工業本社工場（1967年）[2]
- 斜里町役場（1968年）[3]
- 三笠市民会館（1968年）[3]
- 北海道大学医学部基礎医学実験研究棟（1968年）[3]
- 内外レジャーランド（1968年）[2]
- 札幌オリンピック距離・バイアスロン競技施設（1970年）[2]
- 北海道札幌星園高等学校（1972年、現札幌市市民活動プラザ星園）[3]
- 札幌市厚別温水プール（1975年）[3]

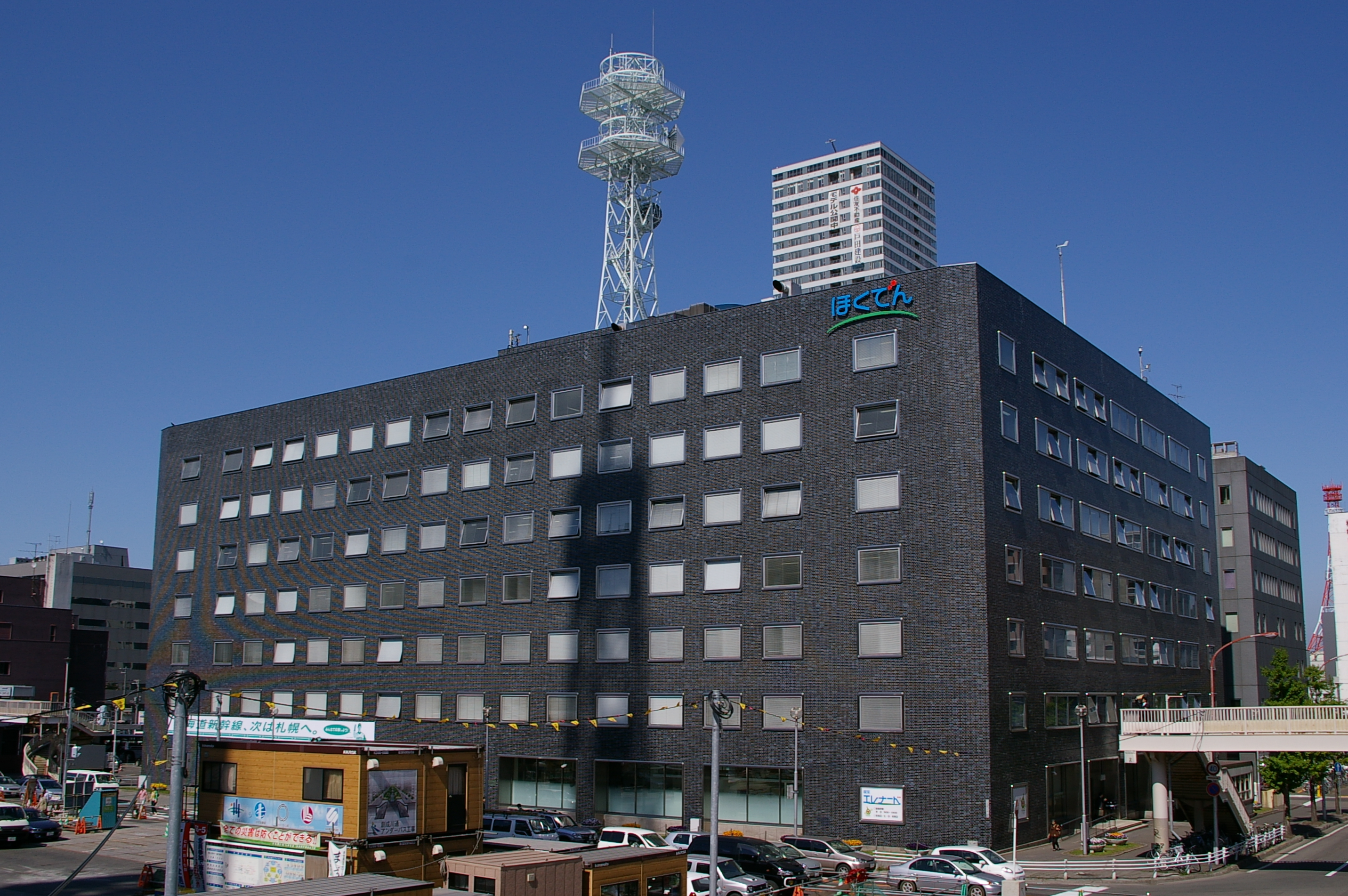
北海道電力本社 1956-1968年
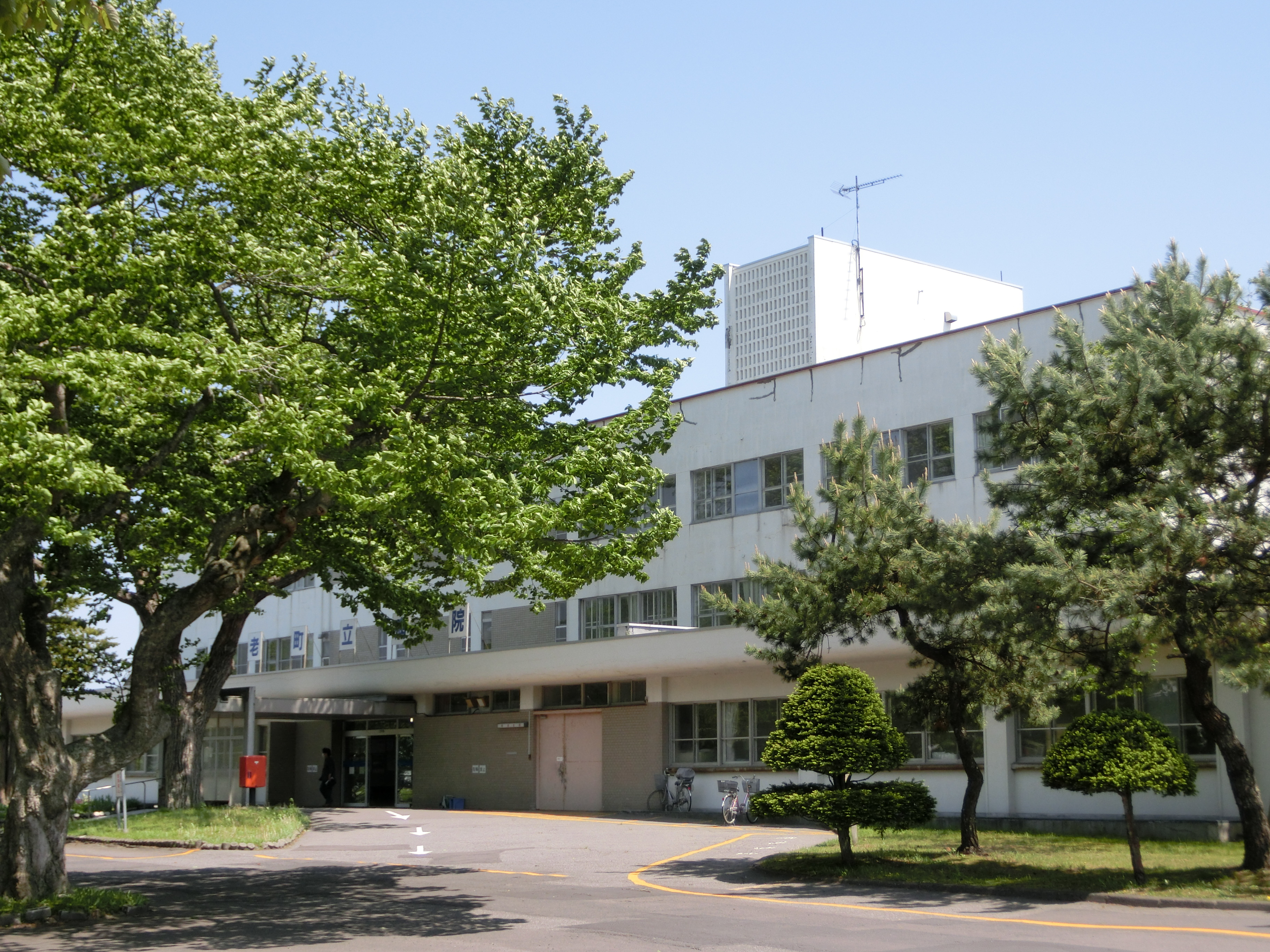
白老町立国民健康保険病院 1965年
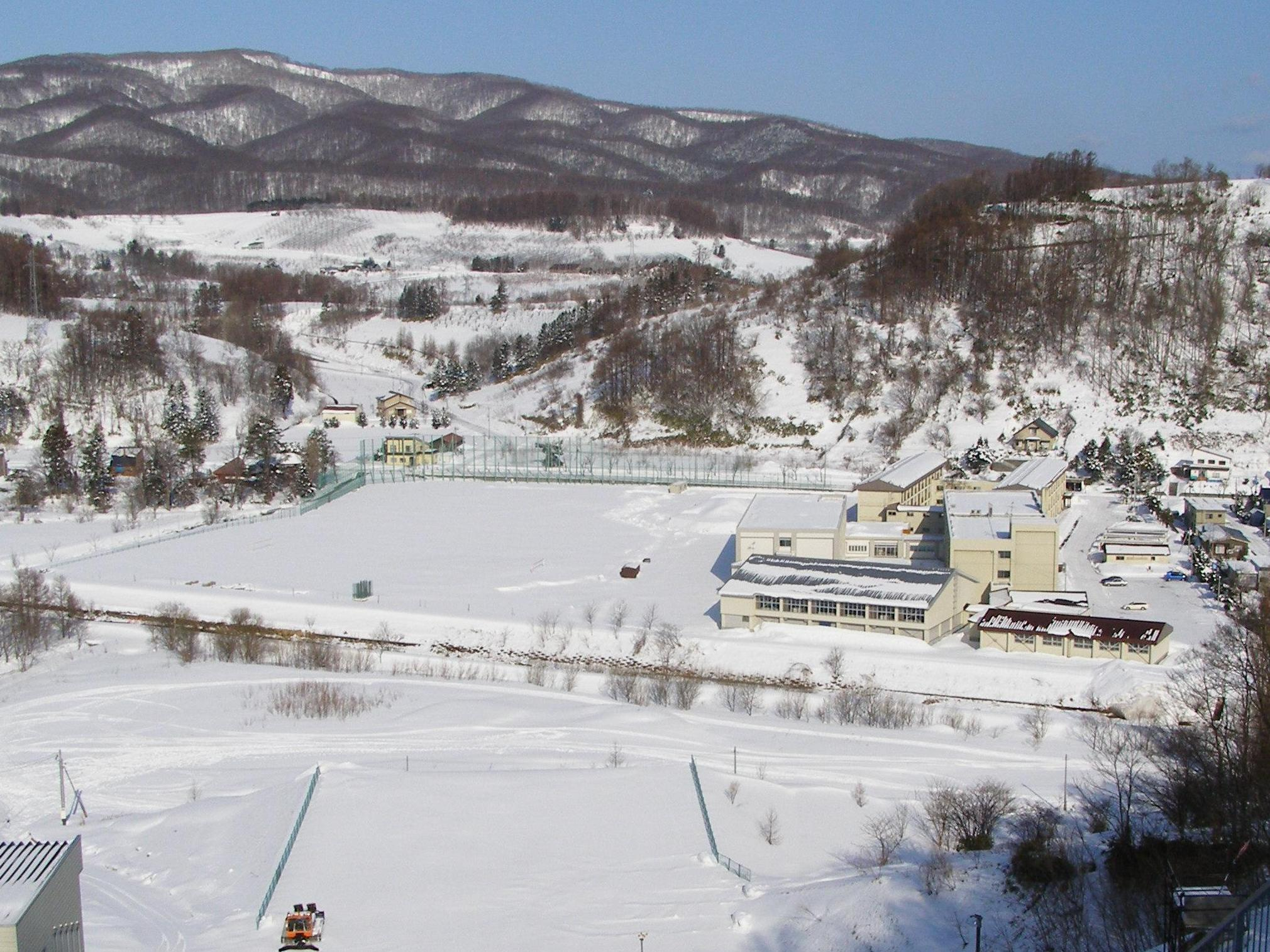
北海道余市高等学校 1966年
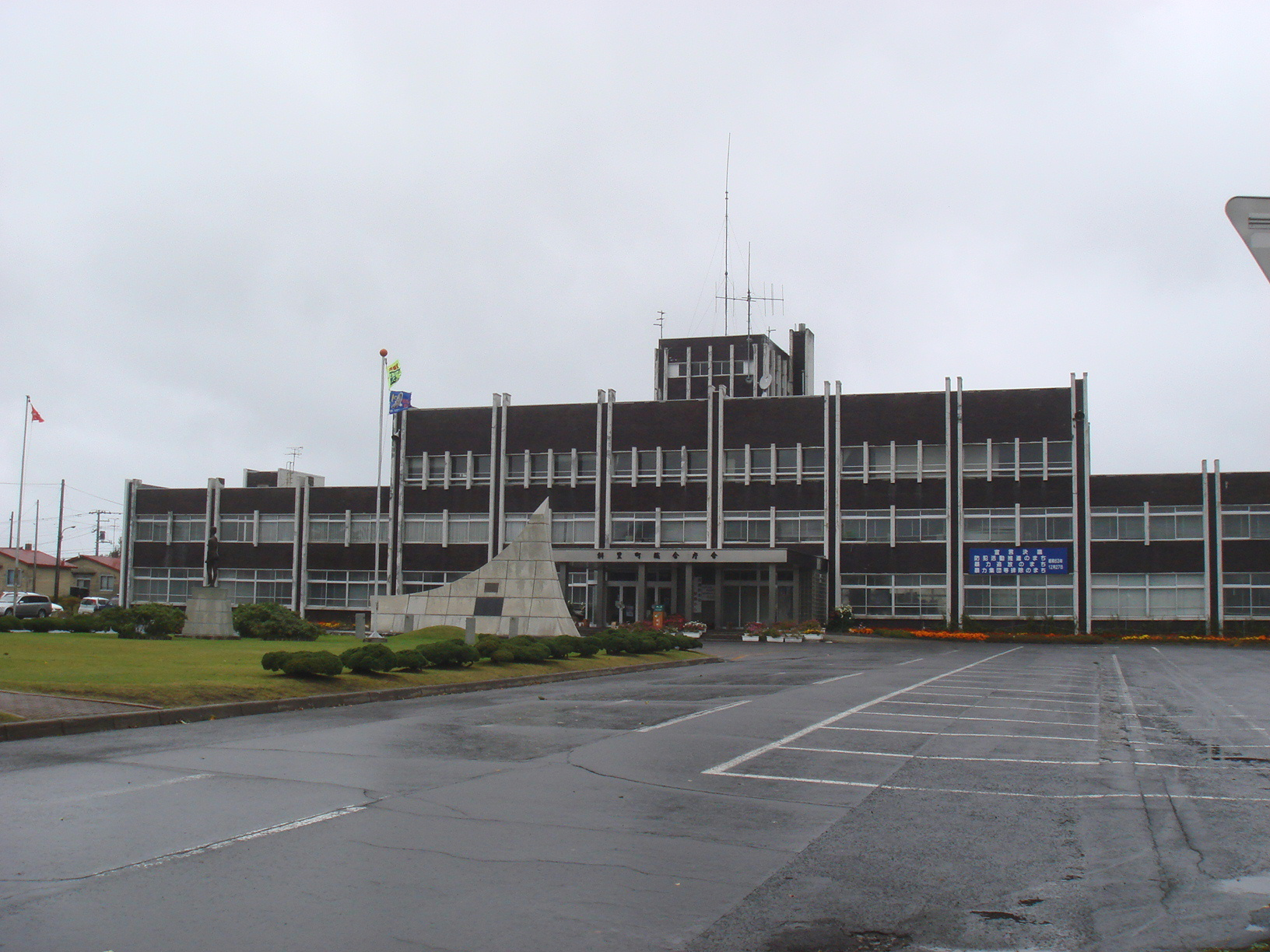
斜里町役場 1968年
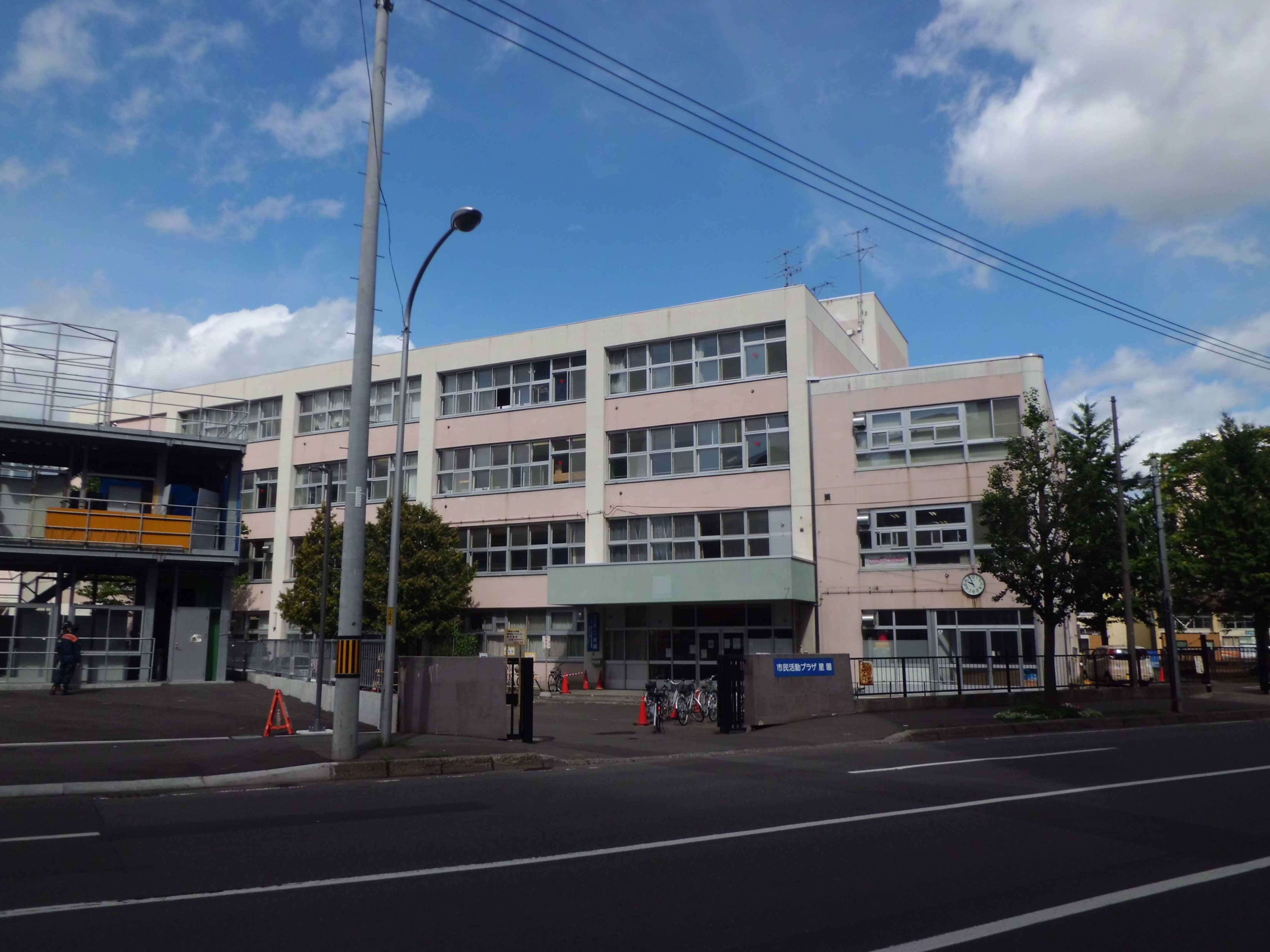
北海道札幌星園高等学校 1972年